# تادیا گراهام
تادیا گراهام (انگلیسی: Thaddea Graham؛ زادهٔ ۲۹ مارس ۱۹۹۷) بازیگر است.
از فیلم‌هایی که وی در آن‌ها نقش داشته‌است، می‌توان به ما و دکتر هو اشاره نمود.